# Saadet IV Giray
Saadet IV Giray (1662-1732) fou kan de Crimea (1717-1724) fill de Selim I Giray i successor de Devlet III Giray.
Va nomenar Safa Giray com a khalgay i Islam Giray com a nureddin. Fou una època de pau amb Rússia i sense grans problemes a l'Imperi Otomà. No obstant l'agost del 1718 una ambaixada tàrtara fou enviada a Istanbul per queixar-se dels atacs de Basht Giray, un fill de Devlet II Giray, que feia temps que estava revoltat i s'havia guanyat el malnom de Mad Sultan o Deli Sultan.
El cap dels begs dels Shirin, Hajji Jan Timur, havia rebut una part del botí que considerava insuficient, i el kan havia preferit al seu cunyat; tres dels notables foren desterrats; els begs dels Shirin, que eren la tribu més influent, van fer una assemblea a Kialaralti (literalment 'Sota les Roques'), i un d'ells, Subhan Gazi, va escriure a la Porta demanant la destitució; però el gran visir, Nevşehirli Damat İbrahim Pasha afavoria al kan i va impedir que la deposició es fes efectiva.
Saadet va fer una expedició a Circàssia el 1720 i va caure presoner. Va romandre presoner més de tres anys i al retorn es va enfrontar als begs dels Shirin. Aquestos el van atacar al seu palau i el van fer fugir (1724). Fou nomenat per la Porta, a petició dels begs, Meñli II Giray, germà de Saadet.
Va morir el 1732.